# Håvard Nielsen
Håvard Kallevik Nielsen (Oslo, 15 luglio 1993) è un calciatore norvegese, attaccante dell'Hannover 96.

## Carriera

### Club

#### Vålerenga
Nielsen ha iniziato la carriera professionistica con la maglia del Vålerenga. Ha debuttato nell'Eliteserien il 5 ottobre 2009, sostituendo Bojan Zajić nel successo casalingo per 3-1 sul Viking.
Il 13 maggio 2010 ha segnato la prima rete della carriera, in un match valido per l'edizione stagionale del Norgesmesterskapet: è stato uno dei marcatori dello 1-11 inflitto in trasferta all'Oppsal.
Il 19 marzo 2011 ha realizzato il primo gol nella massima divisione norvegese, nella vittoria per 0-2 sul campo del Viking.

#### Salisburgo
Il 26 luglio 2012, è stato ufficializzato il suo trasferimento agli austriaci del Salisburgo, dove è arrivato assieme al connazionale Valon Berisha. Ha esordito in squadra il 4 agosto, subentrando a Jakob Jantscher nella vittoria per 0-2 sul Wolfsberger. Il 18 agosto sono arrivate le prime reti, con una tripletta nel pareggio per 4-4 contro l'Admira Wacker Mödling.

#### Eintracht Braunschweig
Il 5 gennaio 2014, è passato in prestito ai tedeschi dell'Eintracht Braunschweig per il successivo anno e mezzo. Ha debuttato nella Bundesliga il 26 gennaio, schierato titolare nel pareggio a reti inviolate sul campo del Werder Brema. Il 25 marzo è arrivata la prima rete nella massima divisione tedesca, nella vittoria per 3-1 sul Magonza. A fine stagione, l'Eintracht Braunschweig è retrocesso dalla Bundesliga. Rimasto in squadra anche per l'anno successivo, ha totalizzato 10 reti in 32 partite, tra campionato e coppa.

#### Il ritorno al Salisburgo
Terminato il prestito all'Eintracht Braunschweig, ha fatto ritorno al Salisburgo.

### Nazionale
Il 7 maggio 2013, è stato incluso nella lista provvisoria consegnata all'UEFA dal commissario tecnico Tor Ole Skullerud in vista del campionato europeo Under-21 2013. Il 22 maggio, il suo nome ha fatto parte dei 23 calciatori scelti per la manifestazione. La selezione norvegese ha superato la fase a gironi, per poi venire eliminata dalla Spagna under 21 in semifinale. In base al regolamento, la Norvegia ha ricevuto la medaglia di bronzo in ex aequo con l'Olanda, altra semifinalista battuta.

## Statistiche

### Presenze e reti nei club
Statistiche aggiornate al 14 luglio 2017.
| Stagione                      | Club                          | Campionato                    | Campionato | Campionato | Coppe nazionali | Coppe nazionali | Coppe nazionali | Coppe continentali | Coppe continentali | Coppe continentali | Supercoppe | Supercoppe | Supercoppe | Totale | Totale |
| Stagione                      | Club                          | Comp                          | Pres       | Reti       | Comp            | Pres            | Reti            | Comp               | Pres               | Reti               | Comp       | Pres       | Reti       | Pres   | Reti   |
| ----------------------------- | ----------------------------- | ----------------------------- | ---------- | ---------- | --------------- | --------------- | --------------- | ------------------ | ------------------ | ------------------ | ---------- | ---------- | ---------- | ------ | ------ |
| 2009                          | Vålerenga                     | ES                            | 1          | 0          | CN              | 0               | 0               | UEL                | 0                  | 0                  | SN         | 0          | 0          | 1      | 0      |
| 2010                          | Vålerenga                     | ES                            | 1          | 0          | CN              | 1               | 1               | -                  | -                  | -                  | -          | -          | -          | 2      | 1      |
| 2011                          | Vålerenga                     | ES                            | 28         | 3          | CN              | 1               | 0               | UEL                | 4                  | 0                  | -          | -          | -          | 33     | 3      |
| gen.-lug. 2012                | Vålerenga                     | ES                            | 16         | 6          | CN              | 2               | 1               | -                  | -                  | -                  | -          | -          | -          | 18     | 7      |
| Totale Vålerenga              | Totale Vålerenga              | Totale Vålerenga              | 46         | 9          |                 | 4               | 2               |                    | 4                  | 0                  |            | 0          | 0          | 54     | 11     |
| 2012-2013                     | Salisburgo                    | BL                            | 24         | 3          | CA              | 4               | 1               | UCL                | -                  | -                  | -          | -          | -          | 28     | 4      |
| 2013-gen. 2014                | Salisburgo                    | BL                            | 7          | 0          | CA              | 3               | 1               | UCL+ UEL           | 0+5                | 0                  | -          | -          | -          | 15     | 1      |
| gen.-giu. 2014                | Eintracht Braunschweig        | BL                            | 16         | 2          | CG              | -               | -               | -                  | -                  | -                  | -          | -          | -          | 16     | 2      |
| 2014-2015                     | Eintracht Braunschweig        | 2L                            | 30         | 8          | CG              | 2               | 2               | -                  | -                  | -                  | -          | -          | -          | 32     | 10     |
| Totale Eintracht Braunschweig | Totale Eintracht Braunschweig | Totale Eintracht Braunschweig | 46         | 10         |                 | 2               | 2               |                    | -                  | -                  |            | -          | -          | 48     | 12     |
| 2015-gen. 2016                | Salisburgo                    | BL                            | 8          | 0          | CA              | 3               | 0               | UCL+UEL            | 1+0                | 0                  | -          | -          | -          | 12     | 0      |
| Totale Salisburgo             | Totale Salisburgo             | Totale Salisburgo             | 39         | 3          |                 | 10              | 2               |                    | 6                  | 0                  |            | -          | -          | 55     | 5      |
| gen.-giu. 2016                | Friburgo                      | 2L                            | 7          | 0          | CG              | 0               | 0               | -                  | -                  | -                  | -          | -          | -          | 7      | 0      |
| 2016-2017                     | Friburgo                      | BL                            | 4          | 0          | CG              | 0               | 0               | -                  | -                  | -                  | -          | -          | -          | 4      | 0      |
| Totale Friburgo               | Totale Friburgo               | Totale Friburgo               | 11         | 0          |                 | 0               | 0               |                    | -                  | -                  |            | -          | -          | 11     | 0      |
| 2017-2018                     | F. Düsseldorf                 | 2L                            | 0          | 0          | CG              | 0               | 0               | -                  | -                  | -                  | -          | -          | -          | 0      | 0      |
| Totale carriera               | Totale carriera               | Totale carriera               | 142        | 22         |                 | 16              | 6               |                    | 10                 | 0                  |            | 0          | 0          | 168    | 28     |

### Cronologia presenze e reti in nazionale
| Cronologia completa delle presenze e delle reti in nazionale ― Norvegia | Cronologia completa delle presenze e delle reti in nazionale ― Norvegia | Cronologia completa delle presenze e delle reti in nazionale ― Norvegia | Cronologia completa delle presenze e delle reti in nazionale ― Norvegia | Cronologia completa delle presenze e delle reti in nazionale ― Norvegia | Cronologia completa delle presenze e delle reti in nazionale ― Norvegia | Cronologia completa delle presenze e delle reti in nazionale ― Norvegia | Cronologia completa delle presenze e delle reti in nazionale ― Norvegia |
| Data                                                                    | Città                                                                   | In casa                                                                 | Risultato                                                               | Ospiti                                                                  | Competizione                                                            | Reti                                                                    | Note                                                                    |
| ----------------------------------------------------------------------- | ----------------------------------------------------------------------- | ----------------------------------------------------------------------- | ----------------------------------------------------------------------- | ----------------------------------------------------------------------- | ----------------------------------------------------------------------- | ----------------------------------------------------------------------- | ----------------------------------------------------------------------- |
| 14-11-2012                                                              | Budapest                                                                | Ungheria                                                                | 0 – 2                                                                   | Norvegia                                                                | Amichevole                                                              | 1                                                                       |                                                                         |
| 7-2-2013                                                                | Siviglia                                                                | Ucraina                                                                 | 2 – 0                                                                   | Norvegia                                                                | Amichevole                                                              | -                                                                       |                                                                         |
| 5-3-2014                                                                | Praga                                                                   | Rep. Ceca                                                               | 2 – 2                                                                   | Norvegia                                                                | Amichevole                                                              | -                                                                       |                                                                         |
| 27-5-2014                                                               | Saint-Denis                                                             | Francia                                                                 | 4 – 0                                                                   | Norvegia                                                                | Amichevole                                                              | -                                                                       |                                                                         |
| 31-5-2014                                                               | Oslo                                                                    | Norvegia                                                                | 1 – 1                                                                   | Russia                                                                  | Amichevole                                                              | -                                                                       |                                                                         |
| 3-9-2014                                                                | Londra                                                                  | Inghilterra                                                             | 1 – 0                                                                   | Norvegia                                                                | Amichevole                                                              | -                                                                       |                                                                         |
| 9-9-2014                                                                | Oslo                                                                    | Norvegia                                                                | 0 – 2                                                                   | Italia                                                                  | Qual. Euro 2016                                                         | -                                                                       |                                                                         |
| 10-10-2014                                                              | Ta' Qali                                                                | Malta                                                                   | 0 – 3                                                                   | Norvegia                                                                | Qual. Euro 2016                                                         | -                                                                       |                                                                         |
| 13-10-2014                                                              | Oslo                                                                    | Norvegia                                                                | 2 – 1                                                                   | Bulgaria                                                                | Qual. Euro 2016                                                         | 1                                                                       |                                                                         |
| 12-11-2014                                                              | Oslo                                                                    | Norvegia                                                                | 0 – 1                                                                   | Estonia                                                                 | Amichevole                                                              | -                                                                       |                                                                         |
| 16-11-2014                                                              | Baku                                                                    | Azerbaigian                                                             | 0 – 1                                                                   | Norvegia                                                                | Qual. Euro 2016                                                         | -                                                                       |                                                                         |
| 28-3-2015                                                               | Zagabria                                                                | Croazia                                                                 | 5 – 1                                                                   | Norvegia                                                                | Qual. Euro 2016                                                         | -                                                                       |                                                                         |
| 8-6-2015                                                                | Oslo                                                                    | Norvegia                                                                | 0 – 0                                                                   | Svezia                                                                  | Amichevole                                                              | -                                                                       |                                                                         |
| 6-9-2015                                                                | Oslo                                                                    | Norvegia                                                                | 2 – 0                                                                   | Croazia                                                                 | Qual. Euro 2016                                                         | -                                                                       |                                                                         |
| Totale                                                                  |                                                                         | Presenze                                                                | 14                                                                      |                                                                         | Reti                                                                    | 2                                                                       |                                                                         |

## Palmarès

### Club

#### Competizioni nazionali
- 2. Fußball-Bundesliga: 2

Friburgo: 2015-2016
Fortuna Düsseldorf: 2017-2018